# Musée du théâtre forain
Le musée du théâtre forain est un musée français situé dans la commune d'Artenay, le département du Loiret et la région Centre-Val de Loire. Il retrace plus de quatre siècles ayant marqué les évolutions du théâtre forain, du Moyen Âge à la fin des années 1970.
Le musée possède le label musée de France au sens de la loi no 2002-5 du 4 janvier 2002.

## Présentation
L'exploration culturelle s'ouvre sur les pas de Molière et de la commedia dell'arte, puis continue avec les comédiens de campagne du XVIIe siècle et les comédiens de foire du XVIIIe siècle qui transportaient leurs théâtres démontables de ville en ville (Créteur-Cavalier, Trianon Théâtre, Ferranti-Plazer ou Montanari, Théâtre Bénévent.)
Des décors de scène, des costumes d'époque, des accessoires, des cahiers de rôles, des gravures et affiches sont présentés.

## Évolution du musée
Le musée est installé dans une ancienne ferme, dite Ferme du Paradis, réaménagée en 1994 par les architectes Vincen Cornu et Benoît Crépet.
Il est né d'une collecte ethnographique réalisée sous forme d'un film. Ce dernier présente le théâtre forain comme une véritable activité culturelle, ayant traversé les villes et les siècles tout en marquant profondément la culture occidentale.
Le fonds constitutif du musée correspond à l'achat du théâtre Créteur-Cavalier des XIXe et XXe siècles. Le premier achat eu lieu en 1985. Au fil des années, les collections du musée s'enrichissent par des acquisitions ponctuelles, donnant lieu à des expositions. Ainsi, la dernière exposition présente une sélection de costumes de scène, de décors et d'accessoires ayant appartenu au Théâtre Ferranti-Plazer. Le visiteur pourra également découvrir un ensemble de costumes et accessoires provenant de la pièce La Passion de Notre Seigneur Jésus-Christ.

## Les salles
La visite du musée s'articule en six thèmes, chaque thème faisant l'objet d'une salle.
Salle 1 - Un mode de vie, l'errance
La salle 1 présente un aspect majeur de cette pratique du théâtre, ses routes et ses itinéraires à travers les déplacements de troupes célèbres de la fin du XVIe siècle au XXe ainsi qu'une représentation sculptée du rituel de parade des comédiens.
Salle 2 - Voyages et étapes des théâtres
La salle 2 présente le montage du théâtre et les opérations qui la précèdent (autorisations administratives, carnets forains de circulation, publicité...). Cette approche est complétée par l'évocation des enfants comédiens (identité, jouets, costumes, cahier de rôle).
Salle 3 - Décors de scène
La salle 3 est dédiée aux différents types de décors qui mettent en espace les pièces jouées (toiles de fonds, paravents, mobilier, reconstitution des décors du répertoire forain des XIXe et XXe siècles...).
Salle 4 - La commedia dell'arte et ses héritages
La salle 4 est centrée sur les échanges culturels entre Commedia dell'arte et théâtre français issu de la tradition médiévale. Elle est placée sous le signe du masque : masque réel et masque incarné par un personnage (Arlequin, Polichinelle...).
Rampe - Costumes de scène
La rampe présente les grandes foires parisiennes du XVIIIe siècle où se développa le théâtre de tréteaux : les foires Saint-Laurent et Saint-Germain. Elle donne aussi lieu à la reconstitution de la costumière du Théâtre Créteur-Cavalier.
Salle 5 - Marionnettes, théâtre d'ombres
La salle 5 (à l'étage) donne à voir un aspect important du théâtre forain : les marionnettes qui ne se résument pas au seul Guignol. Marionnettes à gaine, à fils et à métamorphoses témoignent de l'inventivité et de l'habileté des marionnettistes qui jouaient un répertoire classique inspiré de celui des contes, mais aussi le répertoire même du théâtre forain. Différents costumes illustrent le répertoire le plus diffusé pendant les XIXe et XXe siècles (La Dame aux camélias, L'Arlésienne, Mon curé chez les riches ou La Mascotte).
Salle 6 - La fin des théâtres itinérants
La salle 6 avec le salut des héros (comédiens et marionnettes) sonne le glas du théâtre forain en tant qu'initiative privée autofinancée, notamment avec l'arrivée du cinématographe.

## Services
Le musée possède une librairie, une carterie et une boutique. Il est équipé d'une salle de spectacle de 140 places.

## Fréquentation
Le musée a accueilli 10 116 visiteurs en 2009